# دهستان آبشور
دهستان آبشور، یکی از دهستان‌های بخش فورگ شهرستان داراب در استان فارس ایران است. مرکز این دهستان، شهر فدامی است.

## جمعیت
بر پایه سرشماری عمومی نفوس و مسکن در سال ۱۳۹۵، جمعیت
دهستان آبشور برابر با ۶٬۸۹۷ نفر بوده است.